# Orchis pauciflora
Orchis pauciflora là một loài thực vật có hoa trong họ Lan. Loài này được Ten. mô tả khoa học đầu tiên năm 1812.

## Hình ảnh

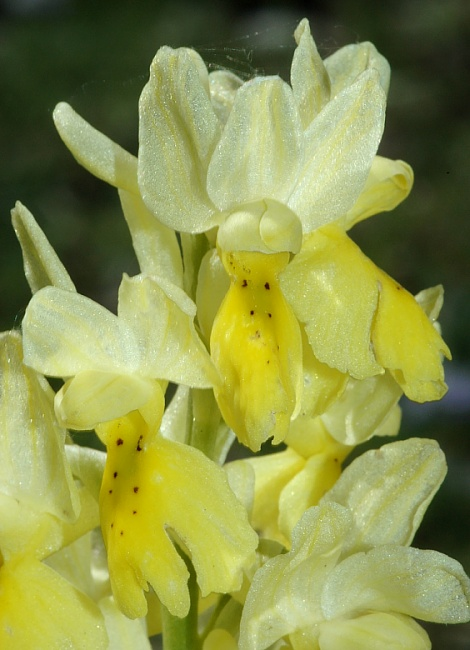
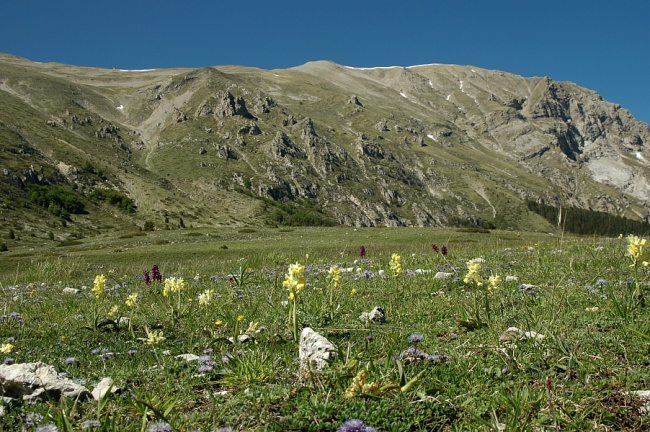
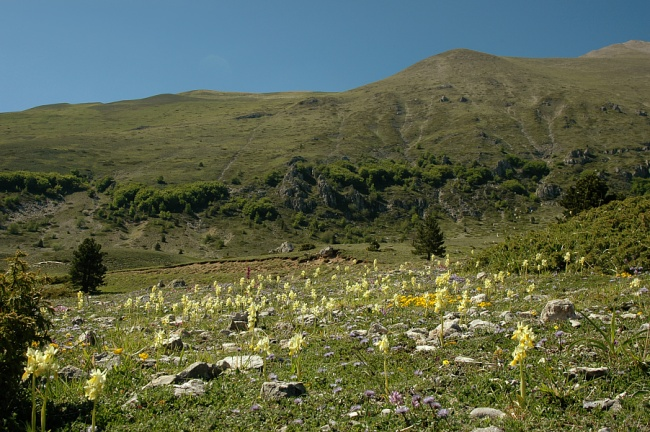
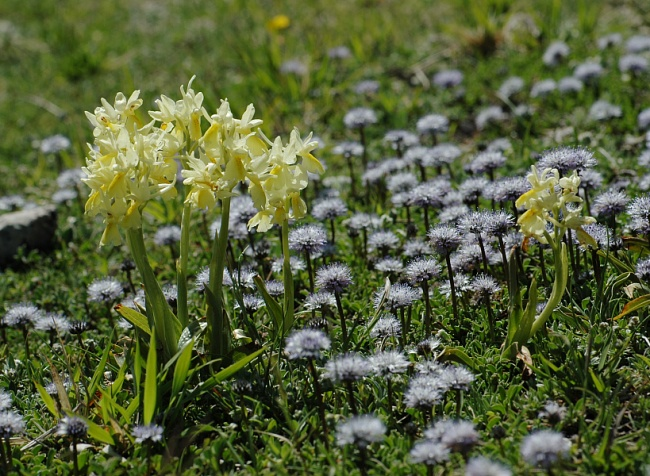